# Oleksandr Tymofijovyč Bormotov
Oleksandr Tymofijovyč Bormotov (6. dubna 1926, Smolenská oblast, RSFSR — 1. ledna 2001, Kyjev) byl ukrajinský fotograf, fotokorespondent RATAU – TARS, člen Svazu novinářů Ukrajiny a SSSR .

## Životopis
Narodil se v roce 1926 v obci Potlovo v Syčovském okresu, Smolenské oblasti RSFSR, která byla zničena Němci v roce 1941. Jako dítě, v letech 1933 až 1941, žil v Moskvě na Starém Arbatu, kde začala jeho vášeň pro umění fotografie. V roce 1941 byl evakuován do Kurganské oblasti RSFSR, kde v roce 1943 absolvoval školu a vstoupil do armády. Po studiu na První vojenské pěchotní škole v Omsku sloužil v letech 1945 až 1953 v Německu a poté až do roku 1958 v Kyjevě. Byl demobilizován v hodnosti kapitána . Po pobytu v Kyjevě začal pracovat jako fotograf v ateliéru barevné fotografie na ulici Rudé armády.
Do roku 1967 bydlel s rodinou v ulici Esplanadnaja, v domě č.p 26, známý jako bývalý dům zhýralosti, kde 22. května 1885 zemřel kyjevský civilní guvernér S. N. Gudyma-Levkovič. V roce 1904 bydlel naproti domu ve stejné ulici ruský spisovatel Michail Bulgakov.
V 70. a 80. letech byl předním fotoreportérem v Kyjevě a na Ukrajině, rozhlasovým fotokorespondentem Telegrafní agentury Ukrajiny (RATAU). Díky Bormotovovi se dochovalo ze života hlavního města Ukrajiny v 50.– 90. letech 20. století mnoho unikátních fotografií. V polovině 70. let byly jeho práce publikovány ve fotoalbu Mír – Válka – Mír (1974) vydaném nakladatelstvím Fotokinoverlag v Lipsku, v měsíčním ilustrovaném časopise Svazu novinářů SSSR Sovetskoje foto, v sovětském a zahraničním tisku 60. a 80. let.
Bormotov je autorem portrétu skladatele Dmitrije Šostakoviče v Kyjevské opeře na zkoušce opery „Kateryna Izmailova“, snímků britské princezny Anny v 70. letech v Kyjevě na jezdeckém šampionátu Salvadora Allendeho, který přijel do Kyjeva šest měsíců před svou smrtí a poté, co nečekaně porušil protokol, zastavil kolonu a navštívil jednoho z kyjevských gastronomů, Indiry Gándhíové, Broze Tita, Richarda Nixona, švédského krále a královnu, kteří Kyjev v těch letech navštívili, četné fotografie hvězd ruské a ukrajinské opery a baletu, divadelní představení, významných sportovců a umělců, guvernérů USA, kteří byli v Kyjevě na návštěvě.
Zemřel v roce 2001 a pohřben je v Kyjevě.
Bormotov získal medaile „Za bojové zásluhy“, Za vítězství nad Německem ve Velké vlastenecké válce 1941-1945.

## Galerie

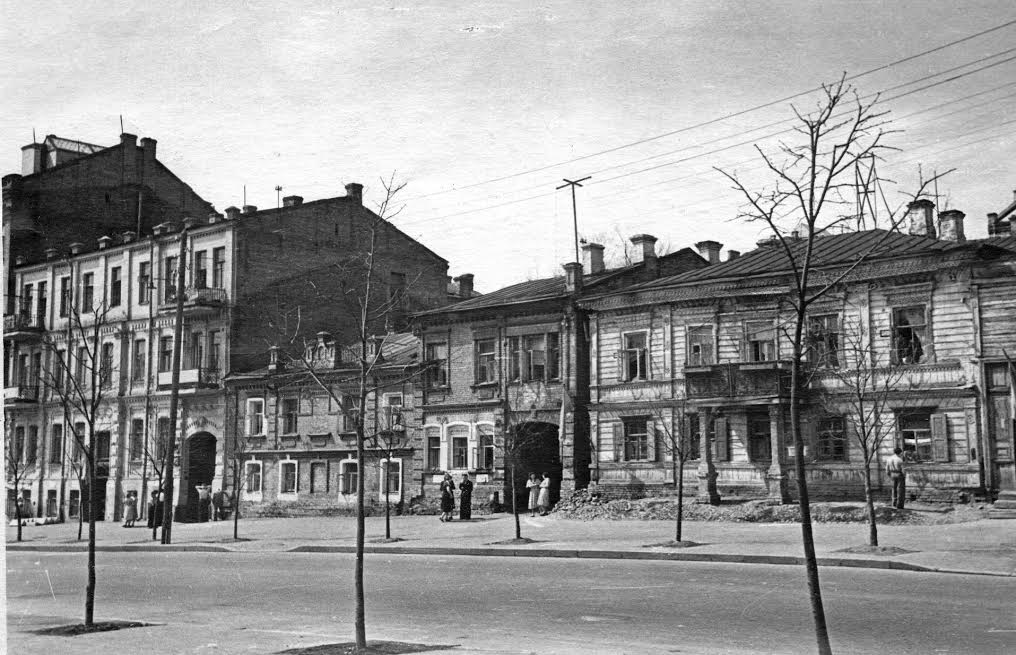
Budovy 24, 26 a 28 na ulici St. Prozorovskaja (nyní Esplanadnaja) v Kyjevě, 1. května 1955.
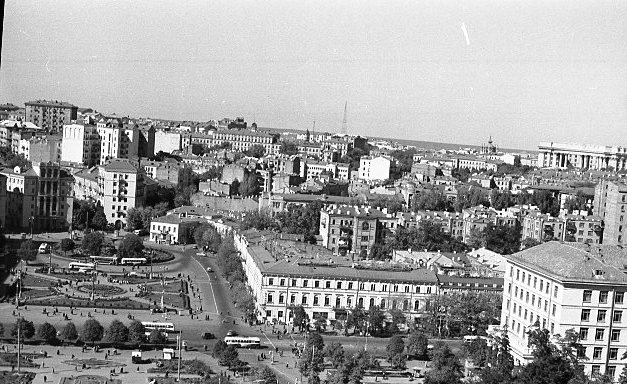
Tak vypadal Maidan Nezalezhnosti v roce 1962, Kyjev.
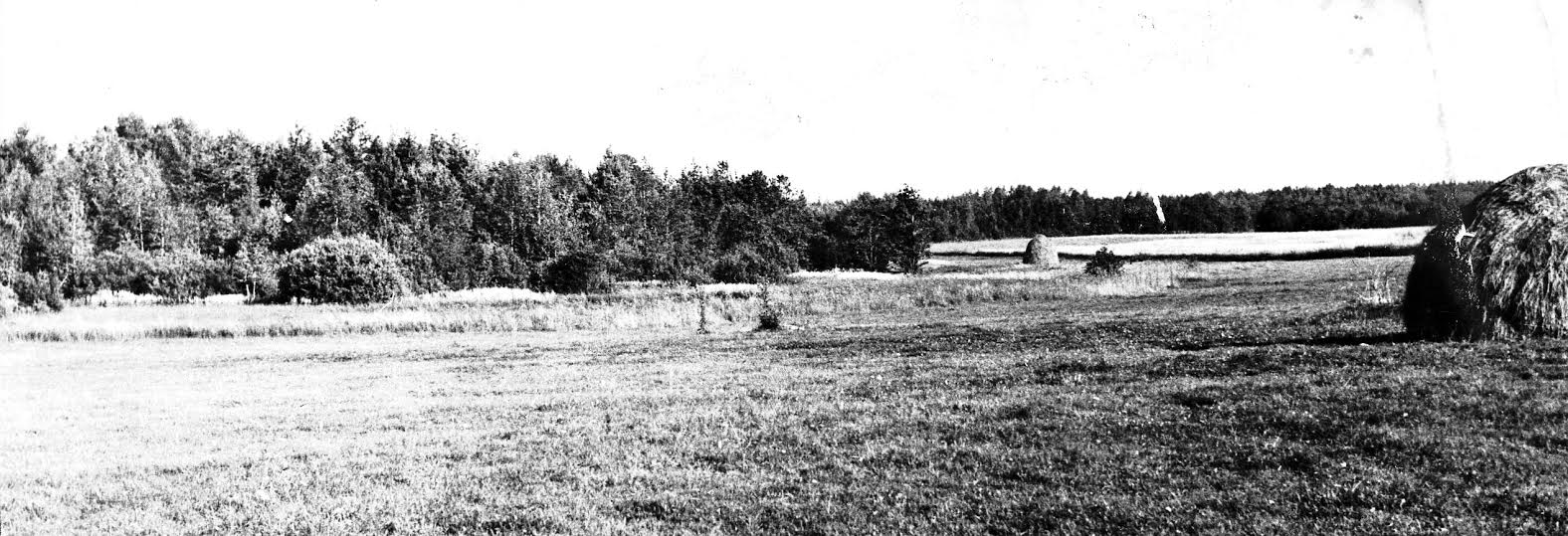
Obec Potlovo, okres Syčev, Smolenská oblast, zničená Němci v roce 1941, 1966.
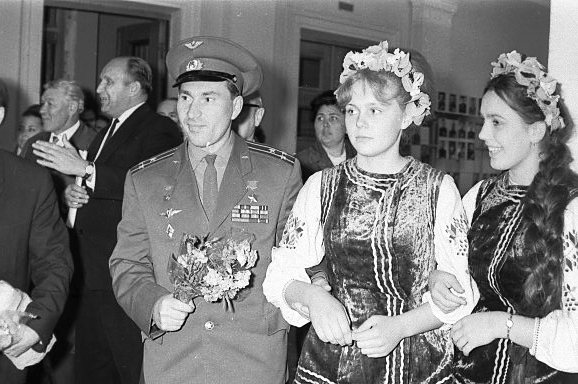
Kosmonaut P. I. Beljajev v Kyjevě.
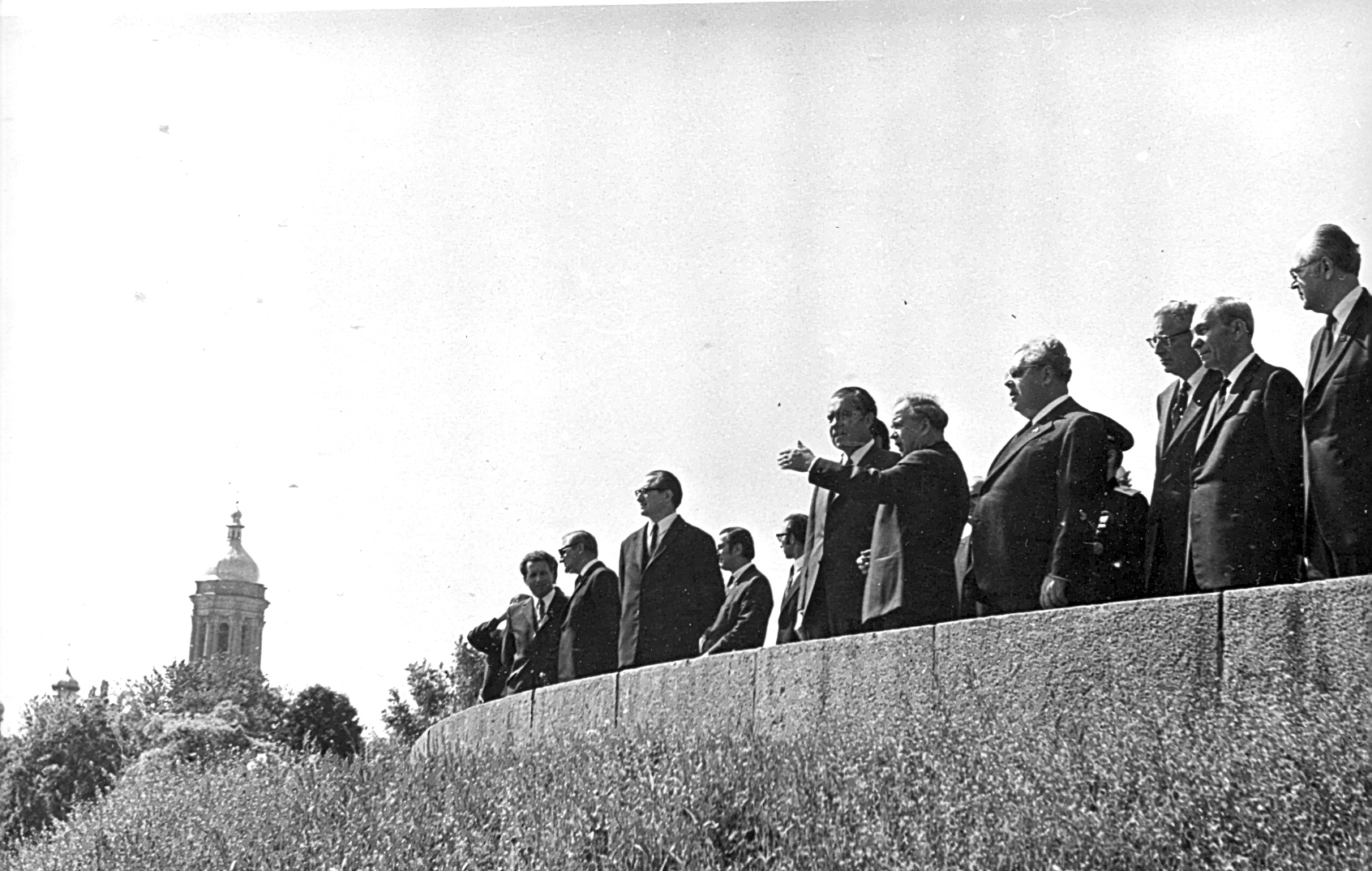
Americký prezident Richard Nixon na nejvyšším bodě (200 m) svahů Dněpru v roce 1972.
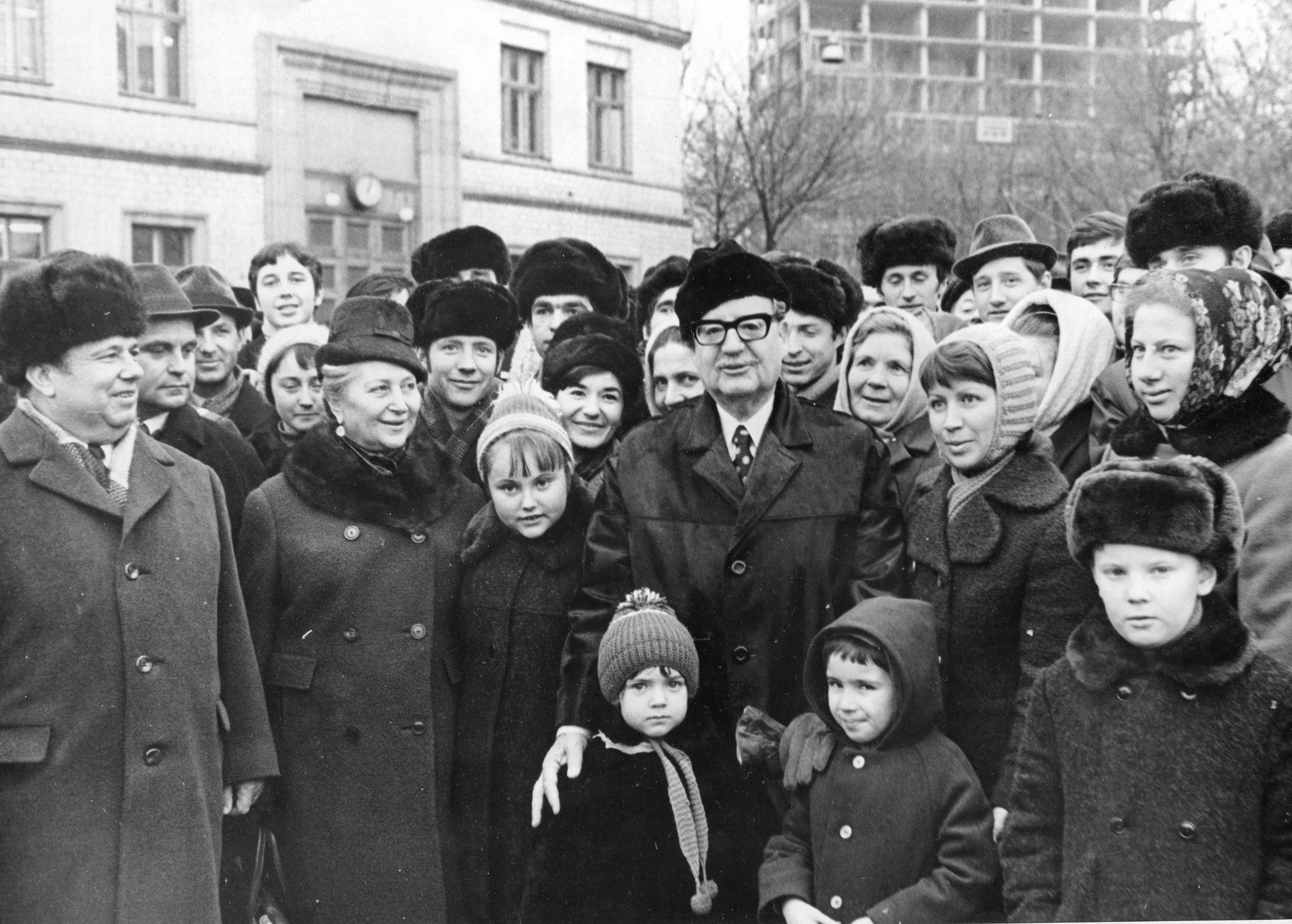
Šest měsíců před svou smrtí Salvador Allende v rozporu s protokolem zastavil kolonu na náměstí Slávy v Kyjevě, aby si promluvil s obyvateli Kyjeva.
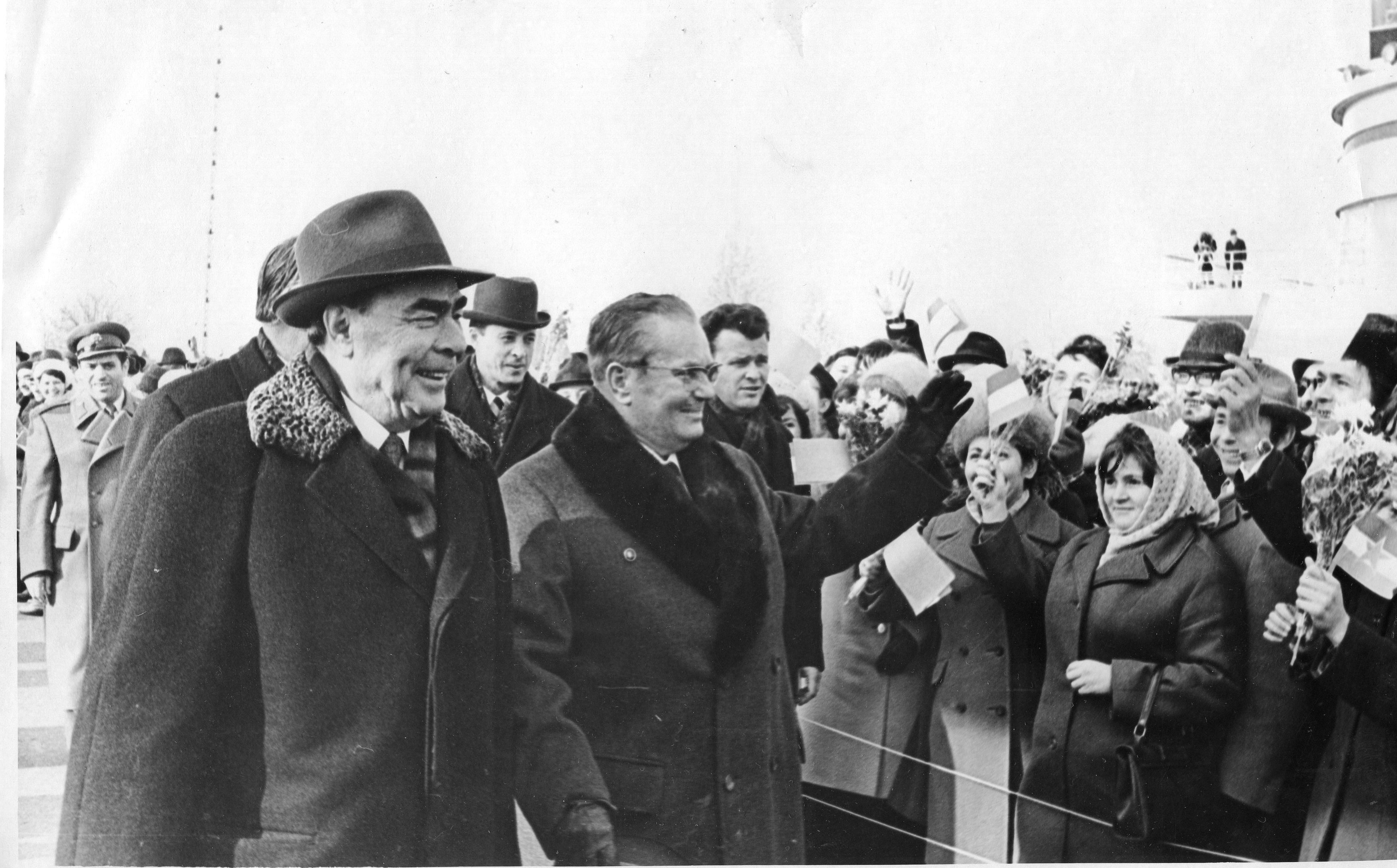
Kyjev se setkává s Leonidem Iljičem Brežněvem a Josipem Brozem Titem, 19. listopadu 1973
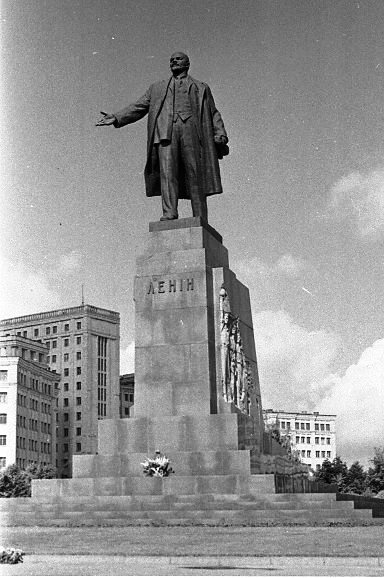
Pomník Lenina na Dzeržinském náměstí (nyní náměstí Svobody) v Charkově, 1973.
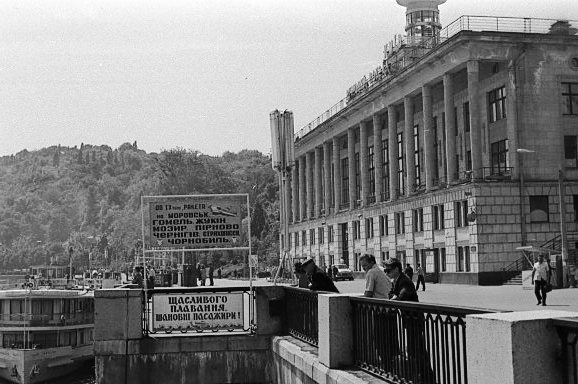
Kyjevský říční přístav na počátku 70. let.
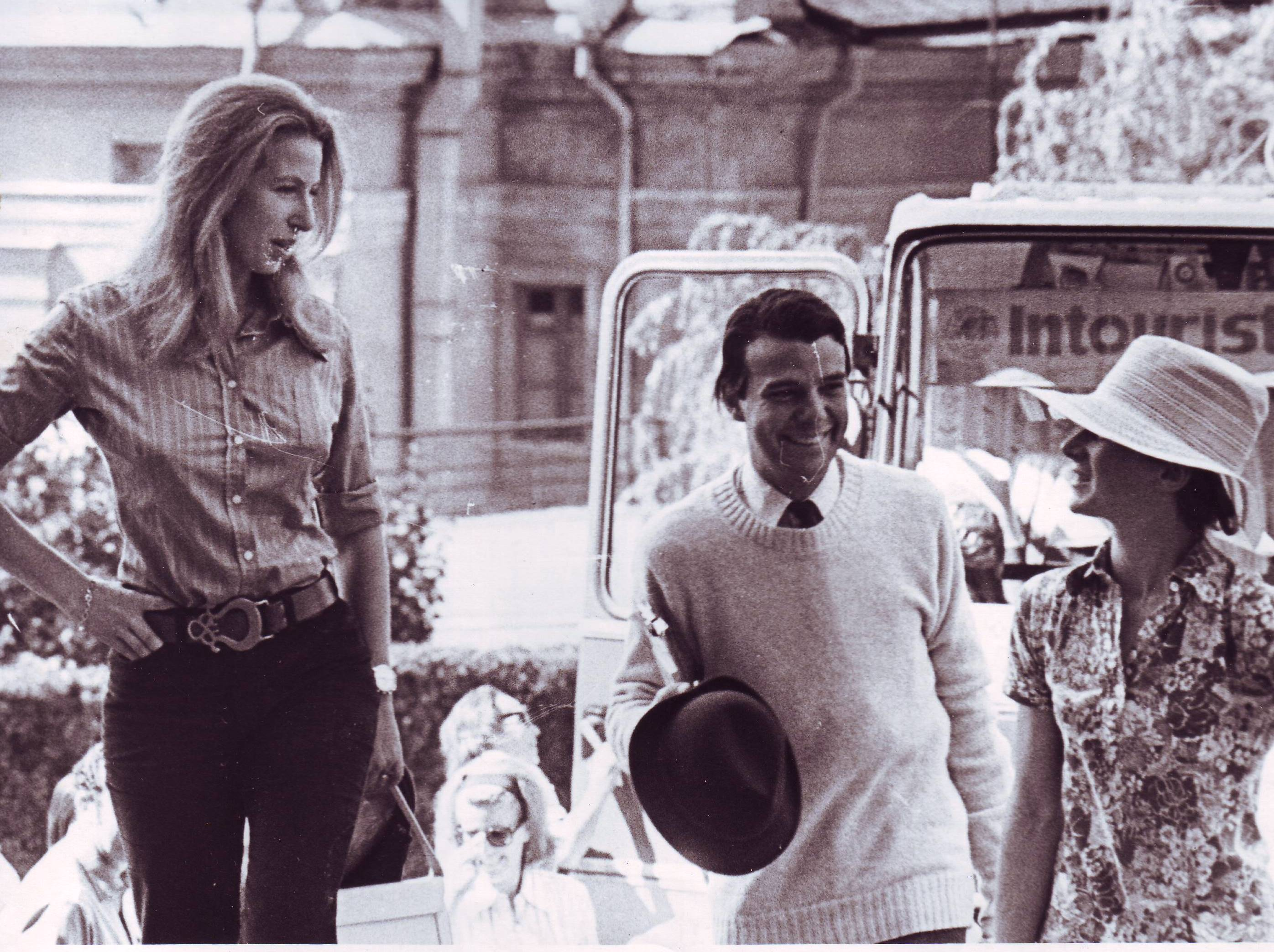
Anna (princezna Velké Británie) v Kyjevě poblíž hotelu v polovině 70. let.
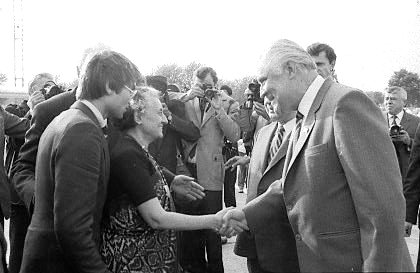
Tajemník Ústředního výboru Komunistické strany Ukrajiny V. V. Ščerbyckyj se setkává s Indirou Gándhiovou, Kyjev, 1982.